# 바인 다 꾸어

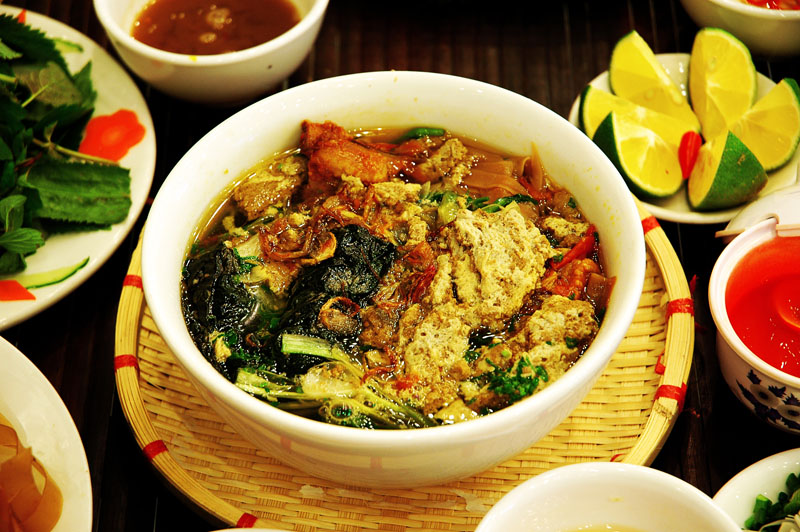
바인 다 꾸어

바인 다 꾸어(베트남어: bánh đa cua) 또는 까인 바인 다(베트남어: canh bánh đa)는 베트남의 국수 요리이다. 하이퐁 지역의 국물국수로, 냄 꾸어베와 함께 하이퐁을 대표하는 요리로 꼽힌다. 바인 다 도라 불리는 넙적한 붉은 쌀국수를 "꾸어동(cua đồng)"이라 불리는 민물 게(Somanniathelphusa sinensis), 토마토, 돼지뼈를 우린 국물에 말아 낸다. 국물에는 맘 똠(새우장), 건새우, 허브를 넣어 맛을 내며, 고명으로는 게살, 짜 라롯, 족발, 짜 까(어묵), 공심채 등이 올라간다.

## 같이 보기
- 러우 꾸어동